# 고평릉의 변
고평릉의 변(高平陵之變)은 249년 중국 삼국시대 위나라의 태부 사마의가 쿠데타를 일으켜 정권을 잡고 있던 조상과 그 일파를 모두 처형한 사건이다. 이후 조위의 실권은 사마씨에게 넘어가게 된다.

## 배경
서기 238년 경 위나라의 황제 조예가 중병으로 쓰러지고 조예는 자신의 명이 얼마 남지 않았음을 깨닫는다. 이에 조예는 후사가 없어 예전에 극비리에 입궐시킨 조방을 후사로 삼고 연왕 조우,무위장군(3품계)조상,둔기교위(4품계)조조,영군장군(4품계)하후헌, 효기장군(4품계)진랑 등에게 조방을 부탁한다. 그러자 위협감을 느낀 유방과 손자가 일을 꾸며 조상을 대장군으로 봉하게끔 조예를 설득하고, 당시 태위(1품계)였던 사마의를 그 보좌역이란 명목으로 조상을 견제하게끔 설득한다. 그렇게 되자 만약 조상과 사마의가 섭정을 맡게 되면 정국이 혼란스러워질 것을 안 조예는 조우를 불러 뒷일을 논의했고 조우는 사마의를 불러들이지 말라고 한다. 이에 다급해진 유방과 손자는 조예에게 조서를 써 사마의를 불러들이라고 말한다. 이에 사마의는 돌아왔고 조우, 하후헌, 조조, 진랑은 쫓겨난다.
239년 조예(曹叡)가 죽고 조방(曹芳)이 즉위, 대장군(大將軍) 조진(曹眞)의 아들 조상(曹爽)이 정권을 잡았다. 그의 빈객은 500명에 달했고, 그 중 하안(何晏) · 등양(鄧颺) · 이승(李勝) · 정밀(丁謐) · 필궤(畢軌) · 대사농(大司農) 환범(桓範)이 조상의 측근이 되어 조정을 좌지우지했다.
조상은 하안의 건의로 사마의(司馬懿)를 태부(太傅)로 삼고 병권을 장악하여 동생 조희(曹羲)를 중령군(中令軍), 조훈(曹訓)을 무위장군(武威將軍), 조언(曹彦)을 산기상시(散騎常侍)로 삼고 각각 어림군 3000명을 거느려 맘대로 궁에 드나들게 했으며, 하안 · 등양 · 정밀에게는 상서(尙書) 벼슬을 내리고 필궤는 사례교위(司隷校尉), 이승은 하남윤(河南尹)으로 삼아 조상의 세력은 날로 커져갔다.
이에 사마의는 두문불출하며 마치 정신이 나간 것처럼 행동했고, 그러자 조상은 종종 사냥을 즐겨 동생 조희와 환범이 간언을 했으나 조상은 이를 듣지 않았다.

## 과정
249년 조상이 조방과 함께 선제 조예의 고평릉으로 세 아우와 심복 하안, 어림군 등을 거느리고 가자 사마의는 아들 사마사, 사마소와 함께 심복 장수들을 거느리고 낙양으로 진군했다.
사마의는 사도 고유에게 대장군직을 맡겨 조상의 진지를, 태복 왕관에게 중령군직을 맡겨 조희의 진지를 점거하고 자신은 조예의 부인이던 곽태후를 찾아가 태위 장제와 상서령 사마부를 시켜 표문을 장서하도록 했다.
이에 수문장 엄세(嚴世) 가 궁수들을 이끌고 사마의를 공격하나 편장 손겸(孫謙)의 설득으로 중지하고 조상의 수하 사마 노지가 참군 신창과 상의해 누이 신헌영과 함께 황제를 찾아가고 환범은 부하 사번을 물리치고 겨우 성을 빠져나간다.
사마의는 허윤과 진태를 불러 조상에게 병권만 거둔다는 말을 전하게 하고 전중교위 윤대목에게도 같은 명을 내린다. 급보를 들은 조상이 망설이는 동안 환범과 주부 양종은 군사를 일으켜 사마의를 무찌르자는 강경 대책을 주장하지만 허윤과 진태, 윤대목이 잇따라 명을 전해오자 결국 병권만 넘기기로 결정한다.
조상이 인수를 허윤과 진태에게 넘기자 군사들은 모두 흩어지고 몇몇 관료들만이 남아 사마의에게 투항하고 사마의는 그들을 저택에 감금한다.
한편 사마의는 환관 장당을 고문해 조상 일당이 반역을 꾀했다는 증언을 받아낸 뒤 조상의 측근 여섯 사람을 옥에 가두고 조상은 물론 3형제와 그 가족과 일당을 모두 붙잡아 처형했고 재산은 몰수해 국고에 넣었다. 오로지 조상의 종제인 문숙의 아내만이 살아남아 양자를 두어 조씨의 대통을 이었다.
사마의는 태위 장제의 건의로 노지와 신창을 복직시키고 민심을 안정시켰다. 조상의 측근 6사람도 모두 옥사하거나 처형당했다.
이후 사마의는 조방에 의해 승상에 봉해지고 구석의 예우가 내려지면서 병권을 완전히 장악해 이로써 조씨 정권이 멸망하고 사마씨 정권이 세워진다.

## 같이 보기
- 수춘삼반